# Popayán
Popayán (Cidade Branca) é a capital do departamento do Cauca em Colômbia. Encontra-se localizada no Vale de Pubenza, entre a Cordilheira Ocidental e Central ao sul ocidente do país. Tem 233.100 habitantes. Popayán é também conhecida pela solenidade de suas procissões de Semana Santa durante a celebração da paixão e morte de Jesucristo.
Lugares de Atracção são:
- as Igrejas de Popayán: San Francisco, Santo Domingo, San Agustín, Catedral, El Carmen, El Belén.
- os museus: Casa Museo Mosquera, Casa Museo Negret, Museo de Arte Religioso, Museo Guillermo Valencia, Museo de Historia Natural .
- o Torre do Relógio, um símbolo da cidade (construída entre 1673 e 1682);
- o Puente do Humilladero (construído em 1873 sobre arcos de tijolo e calicanto);
- o Parque Caldas (criado com a cidade em 1537);
- a Universidade do Cauca, Posteris Lumen Moriturus Edat (fundada en 1827).